# Jan Svatopluk Presl
Jan Svatopluk Presl (4 de septiembre de 1791 cerca de Praga – 6 de abril de 1849 en Praga) fue un químico, botánico, zoólogo, mineralogista, geólogo, y paleontólogo de Bohemia. Y muy impulsor de la lengua checa para el lenguaje científico en su región, cuando únicamente se escribía en alemán.

## Biografía
Jan Svatopluk Presl cursó sus estudios de Medicina en la Universidad Carlos-Fernando de Praga (Karlo-Ferdinandova univerzita), obteniendo su doctorado en 1816.
Fue el hermano del botánico Karel Bořivoj Presl (1794–1852).

## Honores

### Eponimia
La Sociedad Botánica Checa conmemora la memoria de los dos hermanos con el nombre de su principal publicación Preslia (fundada en 1914).
Género
- (Lamiaceae) Preslia Opiz[1]

Especies
- (Cyperaceae) Hymenochaeta preslii (A.Dietr.) Nakai[2]
- (Dryopteridaceae) Ctenitis preslii (Bak. in Hook. & Baker) Copel.[3]
- (Euphorbiaceae) Euphorbia preslii Spruner ex Nyman[4]
- (Hymenophyllaceae) Hymenophyllum preslii (Bosch) Rosenst.[5]
- (Poaceae) Calamagrostis preslii (Kunth) Hitchc.[6]

## Obra
- O přirozenosti rostlin aneb rostlinář, obsahugjcj popsánj a wyobrazenj rostlin podlé řádů přirozených zpořádané ... / wydán Bedřichem Wšejmjrem hrabětem z Berchtoldu a Janem Swatoplukem Preslem. Jos. Kaus,Praga 1823
- Flora Čechica. 1819 (con su hermano Karel Bořivoj Presl)
- Mantissa I. ad Floram Čechicam. 1822
- Lučba čili chemie zkusná. 1828–1835
- Nerostopis čili Mineralogie. 1837